# Шапошников, Владимир Григорьевич
Влади́мир Григо́рьевич Ша́пошников (29 марта [11 апреля] 1905, Курск) — 7 февраля 1942, Харьковская область) — советский астроном.

## Биография
Родился 29 марта (11 апреля) 1905 года в Курске, в семье Григория Никитича Шапошникова.
В 1921 году поступил в Пензенский землеустроительный институт, но в 1924 году был выпущен из Московского землеустроительного техникум. В 1930 году окончил Московский университет.
В 1931—1934 годах был помощником заведующего службой времени в Государственном институте геодезии и картографии (ныне Центральный научно-исследовательский институт геодезии, аэросъемки и картографии), в 1938 году стал заведующим службой времени Ташкентской обсерватории. В 1940 году начал работать в симеизском отделении Пулковской обсерватории.
В июле 1941 года поступил в ополчение, воевал, был ранен, после выздоровления вернулся на фронт; погиб 7 февраля 1942 года в бою у села Глазуновка Балаклейского района Харьковской области.

## Научные работы
Научные работы посвящены измерению времени и абсолютным определениям координат небесных светил. Разработал так называемый принцип зенитной симметрии ошибок измерения зенитных расстояний, позволяющий достичь высокой точности измерений, предложил построить на этой основе систему склонений по данным каталогов различных обсерваторий. Для осуществления наблюдений по его методу и на основе его рекомендаций была изготовлена серия советских зенит-телескопов ЗТЛ-180, установленных в Пулковской, Полтавской и Китабской обсерваториях.
Именем Шапошникова названа малая планета (1902 Shaposhnikov), открытая Т. М. Смирновой 18 апреля 1972 года в Крымской астрофизической обсерватории.